# パンダのゆめ
『パンダのゆめ』は2011年7月27日にリリースされた大橋のぞみのシングル。

## 概要
「藤岡藤巻と大橋のぞみ」名義でリリースした『崖の上のポニョ』以来、約3年7ヶ月ぶりのシングル。
作詞は「ジャイアントパンダ保護サポート基金」事務局を務める東京動物園協会の職員・武市玲子。同基金運営委員の作詞家・湯川れい子が補作した。上野動物園・上野観光連盟初の公認ソングとなっている。歌詞にはジャイアントパンダの生息地である「四川」、「上野」が登場する。
2011年8月7日には、大橋のぞみが上野動物園でファン300人を前に初披露した。

## 収録曲
1. パンダのゆめ
作詞：武市玲子、補作詞：湯川れい子、作曲：神山純一、編曲：安部潤
2. COME COME EVERYBODY 
作詞：岩里祐穂、作曲：藤谷一郎、編曲：安部潤
3. パンダのゆめ（オリジナル・カラオケ）
4. COME COME EVERYBODY（オリジナル・カラオケ）